# Stijn Steels
Stijn Steels (Gent, 21 augustus 1989) is een Belgisch voormalig wielrenner. Hij is de neef van voormalig topsprinter Tom Steels.

## Carrière
Steels kwam uit voor Crelan-Euphony (2013), (Top)Sport Vlaanderen-Baloise (2014-2017), Veranda's Willems-Crelan (2018), Roompot (2019) en Quick-Step (2020-2022). Hij reed vooral in dienst van ploeggenoten en won enkele kleinere koersen zoals Dwars door de Vlaamse Ardennen (2015) en de GP de la Ville de Lillers Souvenir Bruno Comini (2016).
In november 2022 op de Zesdaagse in Gent kwam Steels op de eerste dag zwaar ten val, waar hij enkele gebroken ribben en wervels aan overhield. Zijn contract bij Quick Step-Alpha liep eind 2022 af en het ongeluk bemoeilijkte zijn zoektocht naar een nieuwe ploeg. In december 2022 zette hij op 33-jarige leeftijd een punt achter zijn wielercarrière.

## Baanwielrennen

### Palmares
| Jaar     | BK                                                                                                | EK       | WK       | Overig                                          |
| Junioren | Junioren                                                                                          | Junioren | Junioren | Junioren                                        |
| -------- | ------------------------------------------------------------------------------------------------- | -------- | -------- | ----------------------------------------------- |
| 2006     | Ploegkoers, Ploegenachtervolging, Sprint                                                          |          |          |                                                 |
| 2007     | Omnium, Achtervolging, Teamsprint, Ploegkoers, Keirin, 1km, Sprint, Ploegenachtervolging, Scratch |          |          |                                                 |
| 2008     |                                                                                                   |          |          | Toekomstzesdaagse Gent (met Tosh Van der Sande) |

## Wegwielrennen

### Overwinningen
2007
3e etappe deel A Sint-Martinusprijs Kontich (ploegentijdrit)
Omloop Mandel-Leie-Schelde
1e etappe Ronde van Istrië
2015
gp wase polders verrebroek
Dwars door de Vlaamse Ardennen
2016
Grand Prix de Lillers-Souvenir Bruno Comini

### Resultaten in voornaamste wedstrijden
| Jaar | Gent-Wevelgem | Ronde van Vlaanderen | Parijs-Roubaix | E3 Harelbeke |
| ---- | ------------- | -------------------- | -------------- | ------------ |
| 2013 | opgave        |                      |                |              |
| 2014 | 115e          |                      | 68e            |              |
| 2015 |               |                      | opgave         | 107e         |
| 2016 | opgave        | 51e                  | opgave         | 86e          |
| 2017 | opgave        | 100e                 | opgave         |              |
| 2018 |               | 104e                 | buit.tijd      | opgave       |
| 2019 | opgave        | 110e                 |                | 66e          |
| 2020 |               |                      |                |              |
| 2021 | 83e           |                      |                |              |

## Ploegen
- 2010 –  Qin Cycling Team
- 2011 –  Jong Vlaanderen-Bauknecht
- 2013 –  Crelan-Euphony
- 2014 –  Topsport Vlaanderen-Baloise
- 2015 –  Topsport Vlaanderen-Baloise
- 2016 –  Topsport Vlaanderen-Baloise
- 2017 –  Sport Vlaanderen-Baloise
- 2018 –  Veranda's Willems-Crelan
- 2019 –  Roompot-Charles
- 2020 –  Deceuninck–Quick-Step
- 2021 –  Deceuninck–Quick-Step
- 2022 –  Quick Step-Alpha Vinyl

Berden · Breyne · Cocquyt · Cornet · De Poortere · De Weer · Dreesen · Dufrasne · Kuyckx · Spragg · Steels · Van Coppernolle · Van De Meent · van der Velde · Van Hoecke · Van Kuik · Van Mechelen · Van Raepenbusch · Vanderaerden · Yates
Broeders · De Neef · De Winter · Dupont · Durant · Hoorne · Lepla · Pieters · Steels · Teuns · Van Coppernolle · Van den Abeele · K.Vandyck · N.Vandyck · Verraes · Verwaest · Wastyn
Amorison · Baestaens · Barbé · Breyne · Bueken · Claeys · Delfosse · Devillers · Honig · Hovelijnck · Juodvalkis · Nys · K. Peeters · Planckaert · Prémont · Stallaert · Steels · Sys · Vanherck · Vanthourenhout · Vantomme · Claes (stagiair) · David (stagiair) · Verwaest (stagiair)
Campenaerts · De Pauw · De Buyst · De Jonghe · De Ketele · Declercq · Helven · Jacobs · Lampaert · Lietaer · Rickaert · Salomein · Sprengers · Steels · Theuns · Van Asbroeck · Van Hecke · Van Hoecke · Vanoverberghe · Van Staeyen · Vanbilsen · Vanspeybrouck · Vergaerde · Waeytens ·  Wallays
Campenaerts · Capiot · De Ketele · De Pauw · De Tier · Declercq · Helven · Jacobs · Lietaer · Naesen · Rickaert · Salomein · Sprengers · Steels · Theuns · Van Hecke · Van Hoecke · Van Lerberghe · Van Meirhaeghe · Vanoverberghe · Vanspeybrouck · Vergaerde · Jel.Wallays · Jen.Wallays
Allegaert · Capiot · De Gendt · De Ketele · De Pauw · De Vylder · Declercq · Deltombe · Farazijn · Lietaer · Noppe · Planckaert · Pols · Rickaert · Salomein · Sprengers · Steels · Van Gestel · Van Hecke · Van Lerberghe · Van Rooy · Wallays
De Bie · De Bondt · De Witte · Devolder · Duijn · Godrie · Goolaerts · Kruopis · Leysen · Livyns · Merlier · Steels · Tanner · van Aert · Van Breussegem · Waeytens
Asselman · Boom · De Bie · De Witte · Duijn · M. Lammertink · Leysen · Livyns · Reinders · Riesebeek · Steels · Timmermans · Van Ginneken · Van der Lijke · Van Poppel · van Schip · Van Staeyen · Weening
Alaphilippe  · Almeida · Archbold · Asgreen · Bagioli · Ballerini · Bennett · Cattaneo · Cavagna · Declercq · Devenyns · Evenepoel   · Garrison · Hodeg · Honoré · Jakobsen · Jungels · Keisse · Knox · Lampaert · Masnada · Mørkøv · Sénéchal · Serry · Steels · Steimle · Štybar · Van Lerberghe · Quinn (stagiair) · Vansevenant (stagiair)
Alaphilippe  · Almeida · Archbold · Asgreen · Bagioli · Ballerini · Bennett · Cattaneo · Cavagna · Cavendish · Černý · Declercq · Devenyns · Evenepoel · Garrison · Hodeg · Honoré · Jakobsen · Keisse · Knox · Lampaert · Masnada · Mørkøv · Sénéchal · Serry · Steels · Steimle · Štybar · Van Lerberghe · Vansevenant · Osborne (stagiair) · Van Tricht (stagiair)
Alaphilippe  · Asgreen · Bagioli · Ballerini · Cattaneo · Cavagna · Cavendish · Černý · Declercq · Devenyns · Evenepoel  · Honoré · Jakobsen  · Keisse · Knox · Lampaert · Masnada · Mørkøv · Schmid · Sénéchal · Serry · Steels · Steimle · Štybar · Svrček (vanaf 1/7) · Van Lerberghe · Van Tricht · Van Wilder · Vansevenant · Vernon · Vervaeke · Raccani (stagiair)